# Cuius regio, eius religio

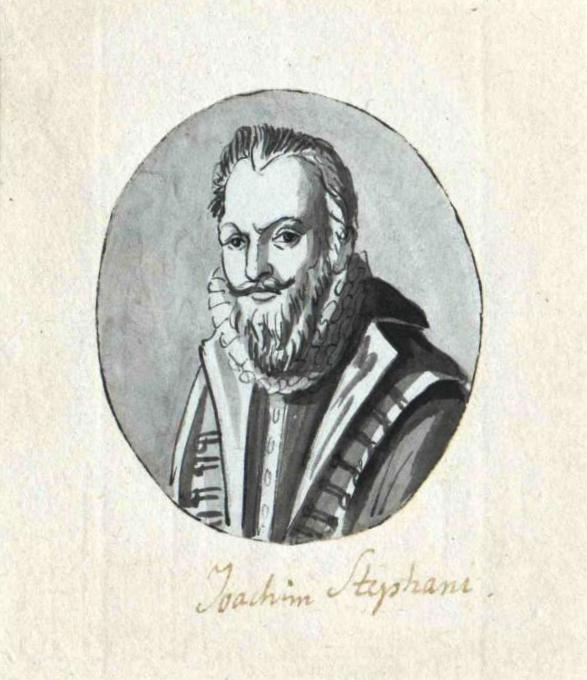
Joachim Stephani (1544–1623)

Cujus regio, eius religio é uma frase  latina que significa literalmente "De quem [é] a região, dele [se siga] a religião", ou seja, os súditos seguem a religião do governante. Trata-se de um princípio tão antigo como o Cristianismo de Estado, estabelecido na Arménia e no Império Romano pelo imperador Constantino.
Na Reforma Protestante, o velho princípio ganhou uma nova vida. Foi usado no tratado de Paz de Augsburgo, assinado em 1555 entre as forças do Sacro Imperador Romano Carlos V e as forças da Liga de Esmalcalda, que determinou um compromisso entre as forças luteranas e católicas na Alemanha.
O tratado ofereceu a confirmação imperial ao princípio que havia sido apresentado pelos príncipes alemães na Confissão de Augsburgo, em 1530.
O canonista Joaquim Stephani sintetizou o princípio da paz de Augusta em 1555: a população de um príncipe católico deveria ser católica, a do príncipe que aderisse à Reforma Protestante deveria fazer o mesmo. Essa expressão baseia-se na declaração dos Católicos: Ubi uns dominas Bibi una religio (onde há um só senhor que haja uma única religião).
Na Dieta de Augsburgo, os príncipes territoriais e as cidades livres ganharam a liberdade de definir a religião local, o direito de introduzir a fé luterana (o jus reformandi) e direitos iguais aos dos estados católicos do Sacro Império.